# استان فیوم
استان فَیّوم (به عربی: محافظة فَیّوم) یکی از استان‌های کشور مصر است. 
این استان در بیابان واقع شده و حالت یک واحه را دارد.
مرکز آن شهر فیوم است.

## شهرها
| استان     | شهرستان | جمعیت (۲۰۰۱) | مساحت (کیلومتر²) | تراکم جمعیت (نفر/کیلومتر²) |
| --------- | ------- | ------------ | ---------------- | -------------------------- |
| فیوم      | ابشوای  | ۴۵۰٬۷۶۴      | ۱۶۱۰۵            | ۱۵۴                        |
| فیوم      | اطسا    | ۳۹۳٬۲۸۰      | ۱۹۱۳۰            | ۱۹۰                        |
| فیوم      | فیوم    | ۱٬۱۲۰٬۰۰۰    | ۱۵۱۵۲            | ۲۴۷                        |
| فیوم      | سنورس   | ۳۳۲٬۶۷۲      | ۱۵۳۵۹            | ۱۶۸                        |
| فیوم      | طامیه   | ۲۴۷٬۰۰۱      | ۱۰۸۰۷            | ۴۵۱                        |
| جمع استان |         | ۲٬۵۰۰٬۰۰۰    | ۶٬۰۶۸٫۷۰         | ؟؟                         |